# قطعنامه ۸۶۲ شورای امنیت
قطعنامه ۸۶۲ شورای امنیت سازمان ملل متحد که در تاریخ ۳۱ اوت ۱۹۹۳ تصویب شد، سندی بین‌المللی دربارهٔ هائیتی است. این قطعنامه طی نشست ۳۲۷۲ام با ۱۵ رای موافق، ۰ مخالف و ۰ ممتنع تصویب شد.